# بطولة العالم لكرة الطائرة للسيدات 1974
أقيمت بطولة العالم لكرة الطائرة للسيدات 1974 في نسختها السابعة في غوادالاخارا في المكسيك في الفترة من 12 أكتوبر وإلى 28 أكتوبر 1974.

## المنتخبات المشاركة
| المجموعة أ - جمهورية الدومينيكان - ألمانيا الشرقية - هولندا - الاتحاد السوفيتي | المجموعة ب - جزر البهاما - فرنسا - المكسيك - الولايات المتحدة | المجموعة ج - الصين - اليابان - بولندا - ألمانيا الغربية |

| المجموعة د - كوبا - بيرو - بورتوريكو | المجموعة هـ - البرازيل - المجر - الفلبين - رومانيا | المجموعة و - بلغاريا - كندا - تشيكوسلوفاكيا - كوريا الجنوبية |

## الترتيب النهائي
| 1. اليابان 2. الاتحاد السوفيتي 3. كوريا الجنوبية 4. ألمانيا الشرقية 5. رومانيا 6. المجر 7. كوبا 8. بيرو 9. بولندا 10. المكسيك 11. كندا 12. الولايات المتحدة 13. بلغاريا 14. الصين 15. البرازيل 16. هولندا 17. تشيكوسلوفاكيا 18. الفلبين 19. ألمانيا الغربية 20. فرنسا 21. جمهورية الدومينيكان 22. بورتوريكو 23. جزر البهاما | \| بطولة العالم لكرة الطائرة للسيدات 1974 \| \| -------------------------------------- \| \| · اليابان · للمرة الثالثة \| |
| بطولة العالم لكرة الطائرة للسيدات 1974 | |
| · اليابان · للمرة الثالثة | |

## روابط إضافية
- الاتحاد الدولي لكرة الطائرة